# Virginie Despentes
 (mars 2024).
Virginie Despentes, nom de plume de Virginie Daget, née le 13 juin 1969 à Nancy, est une écrivaine et réalisatrice française, occasionnellement traductrice et parolière.
Elle a été révélée par son roman Baise-moi (1994), dont elle a ensuite coréalisé l'adaptation cinématographique (2000). Son plus grand succès à ce jour[Quand ?] est la trilogie Vernon Subutex publiée entre 2015 et 2017 et qui a été adaptée en série télévisée et en bande dessinée. Elle est également connue pour son œuvre féministe.
Elle est membre de l'académie Goncourt du 5 janvier 2016 au 6 janvier 2020, jour de sa démission.

## Biographie

### Enfance (1969-1980)
À sa naissance en 1969 à Nancy, ses parents, postiers engagés dans le syndicat CGT, ont vingt et dix-neuf ans. Elle participe avec eux à des manifestations, et à deux ans chante L'Internationale. Sa mère militante féministe est engagée au planning familial où elle s'occupe de la contraception et de l'avortement. Son vrai nom est Virginie Daget. Elle prend le pseudonyme de Virginie Despentes à vingt-cinq ans, en référence aux Pentes de la Croix-Rousse, quartier de Lyon où elle s'est installée pour faire ses études.
Sa mère lui achète les Fantômette de la Bibliothèque rose, mais ce sont les subversifs Reiser et Wolinski qu'elle aime lire en cachette. À l'école primaire elle exaspère ses maîtres par des bagarres incessantes avec les garçons, qu'elle dépasse tous en taille. En grandissant, c'est Marilyn Monroe, image de la fragilité féminine, qu'elle se choisit comme idole. Mais elle la reniera à l'adolescence.

### Adolescence (1981-1987)
À quinze ans, elle est internée contre son gré en hôpital psychiatrique pendant un peu plus de deux mois. La psychothérapie, en dépit de la sollicitude bienveillante ressentie par la patiente, se heurte au sentiment d'être confrontée à une certaine violence institutionnelle et reste un échec que suivent une déscolarisation et une errance à travers les préfectures de France, au cours de laquelle l'adolescente est arrêtée de très nombreuses fois par la police.
À dix-sept ans, en faisant de l'auto-stop au retour d'un voyage à Londres, elle est victime d'un viol, qui fera en 2006 la matière d'un chapitre de son ouvrage King Kong Théorie. Face à ce traumatisme elle s'installe dans le déni. Cet épisode douloureux constituera le ressort du personnage de Manu dans son premier roman, Baise-moi. Vingt ans plus tard, elle déclarera  que ce viol « […] [était] fondateur, de ce que je suis en tant qu'écrivain, en tant que femme qui n'en est plus tout à fait une. C'est à la fois ce qui me défigure et me constitue ».
Tout en travaillant comme femme de ménage à Longwy, elle passe son baccalauréat en candidate libre, et n'a pas encore dix huit ans quand elle s'inscrit à Lyon dans une école de cinéma, qui deviendra deux ans plus tard l'ARFIS.

### Les années post-punk (1988-1993)
Hébergée dans un foyer de la Croix-Rousse mais seule, elle sombre dans un alcoolisme à la bière tout en s'enivrant de la lecture de Bukowski. Elle multiplie les petits emplois : baby-sitter, superviseuse pour un réseau Minitel, employée chez Auchan, vendeuse chez un disquaire, puis pigiste pour des journaux de rock. Adepte du groupe de rock alternatif Bérurier noir, elle en fréquente le milieu, celui des punks et des autonomes.
En 1992 elle souffre d'un grave eczéma généralisé et se réfugie dans la maison que ses parents lui abandonnent pour les vacances. En un mois elle y écrit le roman Baise-moi. À l'automne la jeune femme rejoint un squat parisien et mène une vie de chef de bande, de manifestations et de violence. Son manuscrit circule sous forme de copies dans le milieu post-punk mais il sera refusé par neuf maisons d'édition et même par ceux des libraires qui proposent des ouvrages en dépôt.
En 1993 elle travaille à Paris comme critique de films pornographiques pour un magazine spécialisé. À l'occasion, pour vivre, elle se prostitue.

### Le roman Baise-moi(1994-1995)
En 1994, elle est vendeuse au rayon librairie du Virgin Megastore des Champs-Élysées. Elle a perdu son propre manuscrit de Baise-moi et renoncé à sa carrière littéraire lorsqu'un ami, à son insu, en présente une copie à Florent Massot, un éditeur de rares albums qui témoignent de la contre-culture des banlieues.
Celui-ci prend le risque de publier pour la première fois le roman, à mille, puis deux mille exemplaires. La diffusion ne dépasse pas dans un premier temps le réseau underground du rock alternatif, des fanzines, des squats.
Elle ne se décourage pas et, désormais attachée à sa condition de salariée, reste résolue à changer de vie. Pour effacer son passé compromettant, elle choisit un nom de plume : Virginie Despentes. Celui-ci fait « référence au quartier « des pentes » de la Croix-Rousse, à Lyon », où elle a vécu sa vie de prostituée occasionnelle. Elle adresse son livre à dix personnes choisies.
Au cours d'une intimité de trois jours dans une chambre d'hôtel de Belleville, elle le présente à une de ses idoles, Patrick Eudeline. La chronique qu'en tire le rocker, incrédule, choqué et fasciné, parvient à Thierry Ardisson, qui en fait la promotion dans sa nouvelle émission Paris Dernière diffusée sur la chaîne du câble Paris Première.
En 1995 elle rencontre Ann Scott, autre aspirante écrivaine qui n'est pas encore publiée et qui emménage chez elle. Les deux jeunes femmes se soutiennent mutuellement dans leurs ambitions littéraires. Elles fréquentent la discothèque Le Pulp — dont la disc jockey, Sextoy, a alors une liaison avec Ann Scott — et son milieu lesbien et transgenre.
Les ventes montent à quarante mille exemplaires. Le journaliste Laurent Chalumeau fait la promo du livre dans l'émission Nulle part ailleurs de Canal+, première chaîne de télévision française à diffuser régulièrement des films pornographiques. Baise-moi devient un « phénomène branché du samedi soir ». Les ventes passeront à plusieurs centaines de milliers d'exemplaires.

### Notoriété (1996-1999)
Au succès et à une critique gênée, qui tantôt fait d'elle « une victime des bas-fonds que la réussite va sauver de la drogue et de la prostitution », tantôt jette un voile pudique sur son passé, Virginie Despentes, provocatrice, répond sans fard, « avec autant de plaisir que j’avais eu à le faire », qu'elle a été pute.
En 1996, Florent Massot publie son deuxième roman. Les Chiennes savantes est, sous la forme d'un roman policier, un portrait noir d'une certaine condition féminine de la France postmoderne, antithèse des « femmes savantes ». Quand la faillite de Florent Massot engloutit la fortune accumulée par Baise-moi, elle est approchée par les éditions Grasset.
Elle y publie en 1998 son troisième roman. Les Jolies Choses, « remake grunge des Illusions perdues », écrit « en trois-quatre jours sous coke », reçoit le prix de Flore 1998 et le prix littéraire Saint-Valentin 1999. Son adaptation cinématographique réalisée par Gilles Paquet-Brenner, Marion Cotillard et Stomy Bugsy jouant les rôles principaux, recevra en 2001 le prix Michel-d'Ornano lors du festival de Deauville.
En 1999, Librio publie Mordre au travers, un recueil de nouvelles subversives, pour la plupart inédites. La quatrième de couverture avertit que l'« ouvrage contient des passages susceptibles de heurter la sensibilité de certains lecteurs ». En 1997, Despentes avait déjà publié une nouvelle, C'est dehors, c'est la nuit, dans un recueil collectif intitulé Dix, édité sous la direction du magazine Les Inrockuptibles.
À l'âge de 30 ans, elle arrête de boire.

### Le filmBaise-moi(2000)
Virginie Despentes porte depuis des années le projet d'adapter son roman Baise-moi à l'écran. Elle envisage initialement de réaliser un film sans scènes de sexe, mais en confiant les rôles principaux à des hardeuses.
Son projet, jugé très édulcoré, ne convainc initialement pas les producteurs mais elle finit par obtenir l'accord de Philippe Godeau, fondateur de la société Pan-Européenne formé chez Gaumont, en lui proposant un film tourné caméra à l'épaule, comme dans les films pornographiques, où les scènes de sexe du roman ne seront pas autocensurées ni simulées. Pour l'aider dans la réalisation, l'ancienne élève de l'école cinématographique de Lyon fait appel à Coralie Trinh Thi, actrice pornographique de vingt-cinq ans qui a reçu le Hot d'or 1996 et a la singularité d'« oser prendre son pied sur un tournage et oser le dire ». Les rôles principaux sont confiés à Karen Lancaume et Raffaëla Anderson.
Le film sort dans soixante salles françaises en juillet 2000. La critique cinématographique est scandalisée par l'outrance du propos, lequel paraissait acceptable tant qu'il n'était pas mis en images. Les associations féministes, les milieux catholiques conservateurs, les militants d'extrême droite, relayés par une tribune du Nouvel Observateur intitulée « Sexe, violence, le droit d’interdire », obtiennent après trois jours d'exploitation l'interdiction immédiate.
Par une interprétation ad hoc, qui reconnaît aux auteurs du film leur intention de dénoncer la violence subie par les femmes mais constate la lecture pornographique qui en est faite par le spectateur, le Conseil d’État annule le visa d'exploitation. Cette « jurisprudence Baise-moi » rétablit la censure pour les « moins de dix-huit ans », restée inutilisée depuis 1981, quand les films pornographiques n'ont plus été interdits qu'aux moins de seize ans, soit un an de plus que l'âge de la majorité sexuelle. L'arrêt soulève une ample polémique mais restera en vigueur et sera utilisé quinze fois.

#### Coming out
Après avoir vécu avec le journaliste Philippe Manœuvre, rédacteur en chef de Rock & Folk, Virginie Despentes est, comme elle le déclarera en forme de coming out, « devenue lesbienne à 35 ans ».
Elle devient la compagne de  Paul B. Preciado (avant sa transition), philosophe queer étudiant le genre. Leur relation dure dix ans, jusqu'en 2014.

### Notoriété et influences (depuis 2006)
En 2006 paraît King Kong Théorie, livre par lequel elle aborde le genre proprement autobiographique, mais sous la forme d'un essai. L'œuvre est présentée comme un « manifeste pour un nouveau féminisme », qui influence de nombreuses féministes (blogueuses, podcasteuses, militantes) des générations suivantes,.
Après un silence relatif de trois années passées à Barcelone auprès de Preciado, Virginie Despentes prend un appartement en lisière du parc des Buttes-Chaumont et revient au premier plan de la scène littéraire française en produisant une suite d'œuvres qui, à travers la peinture d'un « malaise de la société », ne cessent de déranger.
En 2009 elle réalise son premier documentaire, Mutantes (Féminisme Porno Punk), diffusé sur Pink TV et édité l'année suivante en DVD chez Blaq Out. Elle écrit également une nouvelle sur l'érotisme féminin pour le magazine Psychologies.
2010 marque son retour au roman : elle publie Apocalypse Bébé, toujours chez Grasset. Le roman reçoit le prix Trop Virilo le 2 novembre 2010 et le prix Renaudot le 8 novembre 2010. Le Diable Vauvert édite aussi une nouvelle traduction établie par Virginie Despentes : Déséquilibres synthétiques, de l'anglais Will Work for Drugs de Lydia Lunch. La même année Cécile Backès et Salima Boutebal proposent une adaptation théâtrale de King Kong Théorie durant le « Off » du Festival d'Avignon.
Elle réalise l'adaptation cinématographique de Bye Bye Blondie avec Béatrice Dalle et Emmanuelle Béart, qui sort en mars 2012. Le roman est aussi adapté pour la radio en 2021.
En 2015, Virginie Despentes entame la publication de la série Vernon Subutex, composée de trois volumes qui paraissent en janvier 2015 (Vernon Subutex, 1), juin 2015 (Vernon Subutex, 2) et mai 2017 (Vernon Subutex, 3). L’œuvre « raconte l'histoire d'un ancien disquaire, rescapé d'un monde en voie de disparition ».
Elle écrit dans Les Inrockuptibles le 17 janvier 2015, dix jours après le massacre à Charlie Hebdo,,,.
Le 5 juin 2015, elle devient membre du jury du prix Femina et, le 5 janvier 2016, est élue à l'académie Goncourt.
Le 30 novembre 2015 elle est parmi les signataires de l'Appel des 58 : « Nous manifesterons pendant l'état d'urgence »,.
Le 3 avril 2019 elle reçoit le prix de la BnF pour l'ensemble de son œuvre,.
Le 6 janvier 2020 elle démissionne de l'académie Goncourt afin de pouvoir davantage se consacrer à l'écriture.

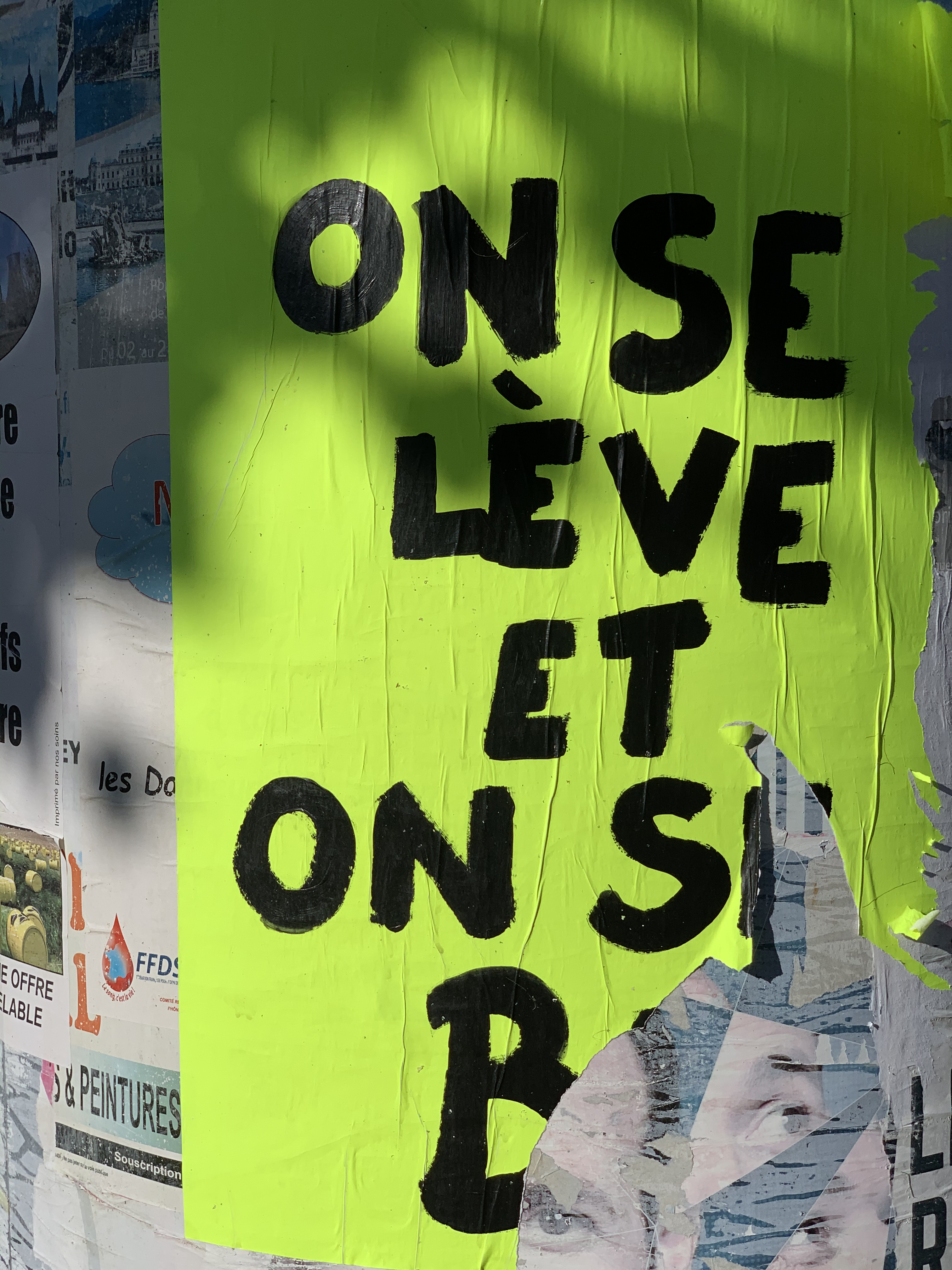
« On se lève et on se barre » à Ambérieu-en-Bugey (Ain).

Après la cérémonie des César 2020 marquée par le départ d'Adèle Haenel, Virginie Despentes signe le 1er mars une tribune de soutien à l'actrice dans Libération,. Ce texte, reprenant le geste d'Adèle Haenel (« C’est terminé. On se lève. On se casse. On gueule. On vous emmerde. »), connaît un grand retentissement et est partagé des dizaines de milliers de fois sur les réseaux sociaux[réf. souhaitée].

Le 4 juin 2020 France Inter publie une « Lettre adressée à mes amis blancs qui ne voient pas où est le problème… », dans laquelle Virginie Despentes dénonce le déni du racisme et explique pourquoi elle considère qu’être blanc est un privilège. Elle écrit notamment : 

« En France, nous ne sommes pas racistes mais je ne me souviens pas avoir jamais vu un homme noir ministre. Pourtant j’ai 50 ans, j’en ai vu, des gouvernements. En France, nous ne sommes pas racistes mais dans la population carcérale les Noirs et les Arabes sont surreprésentés. »

Elle évoque également les « contrôles au faciès », le « manque de diversité » dans les médias, ou encore les inégalités observées pendant le confinement et la crise du Covid-19. Elle apporte aussi son soutien au rassemblement contre les « violences policières », organisé par le collectif La Vérité pour Adama. Elle salue Assa Traoré, la sœur d’Adama Traoré, décédé en 2016 après son interpellation, et la décrit comme une Antigone moderne.
Elle est membre du Collectif 50/50, qui a pour but de promouvoir l’égalité des femmes et des hommes et la diversité dans le cinéma et l’audiovisuel,.
En octobre 2020 la romancière signe la préface de la biographie du groupe de rock Les Thugs, qu'elle a plusieurs fois cité dans ses livres.
En 2022 elle lance une maison d'édition appelée La légende éditions, qui vise à publier des ouvrages féministes,. Deux ans plus tard, cependant, le projet semble au point mort, la maison n'ayant encore ni publié ni ouvert de site internet. 
Le 17 août 2022 est paru chez Grasset son roman épistolaire, intitulé Cher Connard, « roman épistolaire sur l'addiction, le féminisme, le mouvement #MeToo et les réseaux sociaux sur fond de confinement ».
Elle dénonce avec d'autres écrivains dans une tribune en mai 2025 le « génocide » de la population à Gaza et demande « un cessez-le-feu immédiat ».

## Style
Son œuvre, inventaire de la marginalisation de la jeunesse, est liée de près à la libération des mœurs vécue par la génération X et à l'entrée que fait la pornographie dans l'espace public du fait du développement des nouvelles techniques de communication. Par l'exploration transgressive des limites de l'obscénité, la romancière comme la cinéaste propose une critique sociale et un antidote au nouvel ordre moral. Plus encore, ses personnages interrogent sur un mode identificatoire le dérangement du sujet qui conduit de la misère et l'injustice à la violence contre soi-même, telle que la toxicomanie, ou contre autrui, comme le viol ou même le terrorisme, violences dont elle a eu elle-même à souffrir.

### Une langue transgressive
Despentes affirme que c'est la lecture de l'œuvre de Charles Bukowski qui lui permet de saisir « jusqu'où on peut aller dans cette langue-là, [la langue orale], en comprendre l'intelligence et la complexité ». Plusieurs critiques associent le style de Despentes à une « oralité brutale », à « un style cru », qui se manifeste aux moyens de « mots d'argot », « de tournures appartenant au langage oral voire familier », de suppressions du discordantiel « ne », et du pronom personnel sujet ainsi que de la chute de sa voyelle finale.
Frédéric Chevillot observe cependant que certains extraits ne comportent ni traits d'oralité, ni registre familier ; il parle de « pureté d'écriture ».

### Humour et ironie
Tara Lennart estime que l’œuvre de Despentes est pourvue d’un « humour au napalm ». Virginie Sauzon remarque l’usage de l’antiphrase,
« - Tu’as déjà l’air bien arrangée. Tu t’es battue ? »
« Non, je suis tombée toute seule. C’est pour ça, faut que je boive pour dormir. Tant que je marche, je tombe. » Baise-moi, p. 67 »
Virginie Sauzon observe aussi un humour agressif (au moyen d'insultes, de termes injurieux),
« - Je n'ai pas envie de te distraire. Pour tout te dire, j’ai bien envie que tu te casses. Tout de suite, un problème d’odeur. Tu pues la merde, connard, c’est insupportable. » Baise-moi, p. 108-109. » « -Tu serais qu’une grosse touriste de merde. » Vernon Subutex, tome II, p. 46 »
Et met en lumière une réflexivité parodique, à l’œuvre dans Baise-Moi, où les protagonistes commentent leurs cavales et crimes.
« - On n'a pas que ça à foutre. il Faut penser à laisser un mot à l’AFP : « elles ont sauté sans élastique », qu’ils ne titrent pas n’importe quoi. »
« - Bonne idée. » Baise-moi, p. 199. »

### Traitement du rythme
Virginie Despentes affirme qu’en tant qu’auteure elle a une phrase « liée au souffle, à l'énergie », que l’on peut faire un livre « à condition d'avoir une idée de mélodie ». Alexis Brocas écrit que « le style de Despentes (est) travaillé pour accueillir l’oralité dans l’écrit », et qu’y « coexistent phrases sophistiquées et répliques saisies à l’oreille ». L’alternance de phrases brèves et longues, la suppression de signes de ponctuation, la présence d’homéotéleutes, sont autant de traits stylistiques de l’auteur afin de travailler le rythme.

« Zblam. Zblam. C’est le bruit merdique de la réalité qui secoue sa porte. Zblam. Mais pas la réalité de tous les jours, pas celle d’hier. Zblam. Pas la familière. Ni même un truc atroce une nouvelle impossible un séisme un évènement qui exigerait une réaction des décisions rapides. Zblam. Zblam. C’est plutôt la folie, c’est léger comme une ombre mais sous un soleil plombé. C’est le passé révolu, quelques choses qu’on ne pourra plus changer fiché plein milieu d’elle à partir de maintenant plus rien ne sera jamais comme avant. » Vernon Subutex, Tome I, p. 254. »

### Utilisation des clichés de langue
Pierre Pachet observe, à propos du style de Virginie Despentes, « un langage plein de lieux communs », qui arrive, « à force de concentration, de cohérence dans la construction de chacun, de pénétration psychologique dans l’âme de ces personnages sans profondeur, à atteindre une singulière précision, une beauté souvent prenante». Despentes explique qu’elle « ramène des choses, c’est un peu comme faire un collage, [elle] ramène une expression ». L’usage des clichés de langue fait partie intégrante de l’écriture de l’auteure, afin de pénétrer dans l’intériorité des personnages.

« Et ces gens-là, quand il faut octroyer un logement HLM, ont le cœur sur la main pour toujours faire passer les étrangers avant le dossier de sa mère, les étrangers, et les potes qui ont le bras long.». Vernon Subutex, tome I, p. 369 »

Au travers du discours indirect libre, ces clichés de langue sont associés au lexique propre du personnage : « La pute de l’ex directeur du FMI » Vernon Subutex, Tome I, p. 369. Pour Nicole Sauzon, cela « indique d’emblée une superposition de la voix narratrice et de celle du personnage grâce à un jeu de focalisation ». 

### Thèmes
Le sexe et la violence sont des thèmes majeurs de l’œuvre de Despentes. Loin de la littérature érotique qui vise à provoquer le désir ou à stimuler l’excitation sexuelle, la sexualité chez Despentes représente la façon dont s’organisent les rapports entre les hommes et les femmes en passant par les figures archétypales de la prostitution et du viol. La violence dans son œuvre est surtout féminine mais qui par le biais du crime remplace le modèle dominé par un modèle dominant.

« L’écriture de Despentes ne minimise pas la violence, bien au contraire. Le viol est un motif au cœur de son œuvre, et elle montre qu’il ne se réduit pas à une interprétation simple, en même temps qu’elle récuse les interprétations majoritaires qui en sont faites. C’est pourquoi elle donne aux femmes la possibilité de ne plus en être uniquement des victimes : parce que leur auteure les dote d’une force, d’une agressivité ou d’un parcours allant à l’encontre des codes de la féminité, mais aussi parce qu’elles partagent une expérience commune, elles sont autant d’indices fictionnels révélateurs d’un ordre sexiste réel » »

## Critiques et polémiques

### «On se lève et on se casse»
Son texte de soutien à Adèle Haenel à l'occasion de la 45e cérémonie des César en février 2020 est critiqué pour la généralisation qu'elle fait entre Roman Polanski et les « riches », puisqu'elle écrit notamment : 

« Le temps est venu pour les plus riches de faire passer ce beau message : le respect qu'on leur doit s'étendra désormais jusqu'à leurs bites tachées du sang et de la merde des enfants qu'ils violent,. »

Pour Natacha Polony, le texte de Virginie Despentes a pour but de mettre en avant « la détestation des hommes hétérosexuels – du moins de ceux d’entre eux qui ne se fouetteraient pas d’être des hommes. Ils ont pour objet d’imposer dans l’univers social ce fantasme d’une "norme hétérosexuelle" totalitaire, parfaitement illégitime puisque culturellement construite, par laquelle les mâles asserviraient le reste de l’humanité ».
À l'inverse, cette forme de manifestation peut aussi être considérée comme un moyen de faire savoir, sans aucune forme d'ambiguïté, son refus d'une position ou d'un état de fait. Par exemple, Taha Bouhafs reprend à son compte cette expression dans le contexte de sa rencontre avec le ministre Gérald Darmanin. Alors que le ministre de l'Intérieur refuse les revendications, le journaliste, dans son premier essai "Ceux qui ne sont rien", revient sur cet évènement et sa réaction face au ministre : "Je me lève, range ma chaise bruyamment. David Dufresnes aussi. Ensuite Arié, les autres suivront. En fait, je crois que c'était un peu notre "on se lève, on se casse"".

### Lettre à mes amis blancs
Le texte « Lettre adressée à mes amis blancs qui ne voient pas où est le problème… » suscite des réactions négatives. Ainsi Kofi Yamgnane, qui fut secrétaire d'État aux Affaires sociales et à l'Intégration sous François Mitterrand, écrit : « Elle devrait savoir qu'avant les indépendances de leur pays respectif l'Ivoirien Félix Houphouët-Boigny et le Sénégalais Léopold Sédar Senghor furent ministres français. Elle devrait se souvenir qu'il y eut, après, au gouvernement, notamment, des hommes comme Roger Bambuck, puis moi qui venais d'Afrique, et plus récemment Laura Flessel ou Sibeth Ndiaye. Faut-il rappeler que l'actuelle porte-parole du gouvernement est née au Sénégal ? ».

### Critique de ses positions après l'attentat contreCharlie Hebdo
Dans Les Inrockuptibles le 17 janvier 2015, dix jours après le massacre à Charlie Hebdo elle écrit :

« J’ai aimé mon prochain pendant quarante-huit heures. […] J’ai passé deux jours à me souvenir d’aimer les gens juste parce qu’ils étaient là et qu’on pouvait encore le leur dire. J’ai été Charlie, le balayeur et le flic à l’entrée. Et j’ai été aussi les gars qui entrent avec leurs armes. Ceux qui venaient de s’acheter une kalachnikov au marché noir et avaient décidé, à leur façon, la seule qui leur soit accessible, de mourir debout plutôt que vivre à genoux. J’ai aimé aussi ceux-là qui ont fait lever leurs victimes en leur demandant de décliner leur identité avant de viser au visage. J’ai aimé aussi leur désespoir. […] Je les ai aimés dans leur maladresse – quand je les ai vus les armes à la main hurler "on a vengé le Prophète" et ne pas trouver le ton juste pour le dire. […] Jusque dans leur acte héroïque, quelque chose qui ne réussissait pas. […] Il y a eu deux jours comme ça de choc tellement intense que j’ai plané dans un amour de tous,. »

Ce texte lui vaudra d'être accusée de complaisance envers les terroristes, notamment après sa tribune sur la 45e cérémonie des César en mars 2020. Dans un numéro à l'occasion de l'ouverture du procès des attentats de janvier 2015, le journal satirique consacre une double page aux « charognards du 7 janvier 2015 », parmi lesquels se détachent Virginie Despentes et Edwy Plenel, « deux adeptes de la leçon de morale, dénonçant à tour de bras, se drapant dans les atours flatteurs de la gauche » selon Étienne Gernelle du Point.

## Publications

### Romans
- Virginie Despentes, Baise-moi: roman, Librairie générale française, coll. « Le Livre de poche », 2016, 288 p. (ISBN 978-2-253-08755-7). .
- Virginie Despentes, Les jolies choses, le Livre de poche, coll. « Le livre de poche », 2016 (ISBN 978-2-253-08754-0). .
- Virginie Despentes, Teen Spirit (Littérature Française), Grasset, 25 février 2015, 221 p. (ISBN 978-2246857945).
- [88]

- et[89]
- 2002 : Trois étoiles (roman graphique) avec Nora Hamdi, Au diable vauvert[90]
- 2010 : Apocalypse Bébé, Grasset[91]

- 2015 : Vernon Subutex, 1, Grasset[93]

- 1996 : Les Chiennes savantes, Florent Massot
- 2015 : Vernon Subutex, 2, Grasset[97]
- 2017 : Vernon Subutex, 3, Grasset[98]
- 2022 : Cher connard, Grasset[99],[100],[101],[102]

### Nouvelles
- 1997 : « C'est dehors, c'est la nuit », recueil collectif Dix, Éditions Grasset / Les Inrockuptibles ;
- 1999 : Mordre au travers, recueil de nouvelles, Librio[103] ;
- 2004 : une nouvelle dans le recueil Des nouvelles du Prix de Flore, Flammarion ;
- 2007 : Barcelone, Éditions Scali, Paris  (ISBN 9782350121451)[104] ;
- 2013 : une nouvelle dans le recueil La Malle, Gallimard.

### Théâtres
- 2024 : Woke
- 2025 : Romancero Queer

### Essais
- 2006 : King Kong Théorie, essai autobiographique, Éditions Grasset[105] ;
- 2015 : avec Paul B. Preciado (alors sous le nom de Beatriz Preciado), French Lover, essais de sociologie, Au Diable vauvert[106].

### Préfaces
- 2005 : préface à Bérurier Noir de Roland Cros, éditions Vaderetro.
- 2005 : préface à J'assume de Nina Roberts, Scali.
- 2009 : préface à En Amérique de Laurent Chalumeau, Grasset.
- 2009 : avec Paul B. Preciado, préface à Devenir chienne de Itziar Ziga, Cambourakis.
- 2011 : préface à Paradoxia de Lydia Lunch, Au Diable Vauvert.
- 2013 : préface à Guide de survie en milieu sexiste de Galou et Blan, éd. Blandine Lacour.
- 2014 : préface à Philippe Djian - En marges (biographie) de David Desvérité, Le Castor astral.
- 2017 : préface à Un jeune homme éventré de FanXoa, éditions Ombres & Lumières.
- 2019 : préface à Un appartement sur Uranus de Paul B. Preciado, Grasset

### Articles de revues
- 2004 : « Toujours aussi pute », Bordel, no 2, Flammarion, 1er janvier.
- 2004 : « Putain, je déteste le foot... », biographie de Lemmy Kilmister du groupe Motörhead, Rock & Folk, no 444, août.
- 2009 : « I put a spell on you », Psychologies Magazine, Hors série n°13, « Les Secrets de l'Érotisme Féminin pour une Sexualité Épanouie », 1er juillet[107].
- 2011 : « Djian le puriste », critique littéraire de Vengeances par Philippe Djian, Le Monde des livres, 30 juin.
- 2011 : « Nous avons été cette gamine », critique littéraire de Clèves, Le Monde des Livres, 20 octobre.
- 2013 : « Cher Guillaume », lettre posthume à Guillaume Dustan, Le Monde des livres, 31 mai.

### Traductions
- 2002 : Plastic Jesus, de l'anglais Plastic Jesus de Poppy Z. Brite, Au Diable Vauvert
- 2002 : Mort aux Ramones, de l'anglais Poison Heart: Surviving the Ramones une autobiographie de Dee Dee Ramone ancien membre du groupe Ramones, Au Diable Vauvert.
- 2008 : Un texte de Johnny Depp dans Bordel, no 9 consacré à Jean-Michel Basquiat, Stéphane Million éditeur.
- 2010 : Déséquilibres synthétiques, de l'anglais Will Work for Drugs de Lydia Lunch, trad. avec Wendy Delorme, Au Diable Vauvert.
- 2024 : Give It to me! de La Rata. Traduit de l'espagnol par Despentes  Flammarion 2024  (ISBN 978-2-0804-3511-8)

## Adaptations de ses œuvres

### Cinéma
Voir aussi ses propres adaptations.
- 2001 : Les Jolies Choses, adapté de son roman Les Jolies Choses (1998) par Gilles Paquet-Brenner.
- 2007 : Tel père telle fille, adapté de son roman Teen Spirit (2002), par Olivier de Plas.

### Télévision
- 2019 : Vernon Subutex, une série télévisée en 9 épisodes, produit par Canal+ et réalisé par Cathy Verney

### Théâtre
- 2009 : King Kong Théorie, lecture théâtrale d'après l'essai du même nom par Virginie Jortay[108].
- 2010 : King Kong Théorie, adaptation théâtrale d'après l'essai du même nom par Cécile Backès et Salima Boutebal.
- 2015-2019 : Una investigación pornográfica, mise en scène et adaptation du King Kong Théorie au cabaret par Alba Alonso Bayona en Mexique et à l'Espagne[109],[110].
- 2016-2019 : King Kong Théorie, mis en scène par Julie Nayer, assistée par Lisa Cogniaux, en Belgique.
- 2017 : King Kong Théorie, le manifeste de Virginie Despentes sur scène, adaptation théâtrale par Emilie Charriot
- 2017-2018 : King Kong Théorie, mise en scène Vanessa Larré, TNP - Villeurbanne, Théâtre de l'Atelier - Paris
- 2018-2019 : Imposible violar a una mujer tan viciosa, mise en scène et adaptation du King Kong Théorie au Caso de La Manada, lié à un cas de viol survenu à Pampelune en 2016, pendant les fêtes de San Fermín, par Alba Alonso Bayona au Mexique et en Espagne[111],[112].

### Audio
- 2010 : Apocalypse bébé, mise en voix par Nadège Piton, disque audio, Audiolib.

### Bande dessinée
- 2020 : Vernon Subutex, 1, adaptation dessinée par Luz, Albin Michel[113]
- 2022 : Vernon Subutex, 2, adaptation dessinée par Luz, Albin Michel

## Filmographie

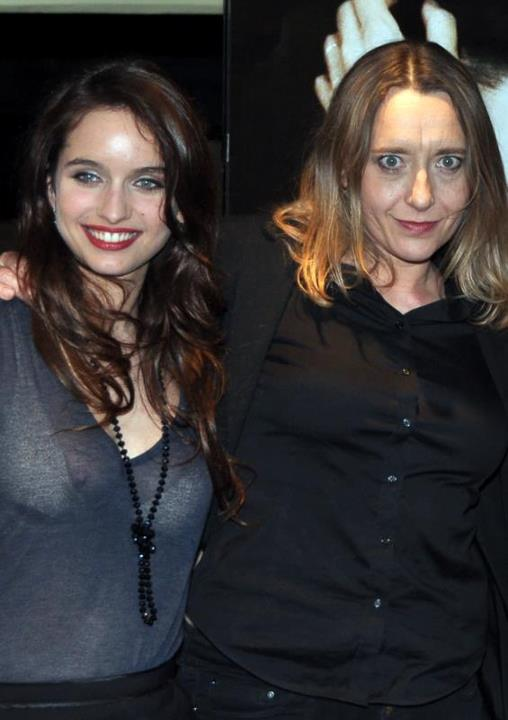
Virginie Despentes (à droite) et Clara Ponsot (à gauche), vedette de Bye Bye Blondie, lors de l'avant première du film.

### Réalisations

#### Longs-métrages
- 2000 : Baise-moi (co-réalisé avec Coralie Trinh Thi)
- 2011 : Bye Bye Blondie

#### Documentaire
- 2009 : Mutantes (Féminisme Porno Punk)

#### Clip
- 2006 : Mauvaise étoile de Patrick Eudeline

### Actrice
- 2018 : Une Charogne, de Renaud de Foville

### Participations
- 2001 : Apparition dans L'Érotisme vu par Christine Angot de Laetitia Masson.
- 2010 : Les Travailleu(r)ses du sexe, de Jean-Michel Carré, documentaire[114].
- 2010 : Becs et ongles, court métrage d'Élodie Monlibert, CanalPlus, « La collection pique sa crise »[115].
- 2023 : Orlando, ma biographie politique de Paul B. Preciado

## Activité musicale
- 1992 : Participation au groupe Straight Royeur, avec Cara Zina, l'auteure d'Heureux les Simples d'esprit, chez Robert Laffont.
- 2000 : Sortie de Baise-moi, le son, bande originale du film homonyme, qui reflète, dans une certaine mesure, les inspirations et goûts musicaux de l'auteure.
- 2003 : Adaptation en français de la chanson Protect Me from What I Want de Placebo issue de leur album Sleeping with Ghosts sous le titre Protège-moi.
- 2005 : Trois chansons écrites pour le groupe A.S. Dragon : Cher tueur, Seule à Paris, Cloue-moi au ciel, extrait de l'album Va chercher la police.
- 2006 : Disc jockey lors de l'événement « Explicit part 1 Yesporno », une manifestation autour de la féminité et de la pornographie[116].
- 2017 : Lectures musicales de l'œuvre de Pasolini avec la participation de l'actrice Béatrice Dalle et du groupe Zëro[117].
- 2019-2020 : Viril, lectures musicales de textes féministes et antiracistes avec la rappeuse Casey et l'actrice Béatrice Dalle et la participation du groupe Zëro. Mise en scène David Bobée[118].
- 2023 : Troubles, lectures musicales de textes féministes et antiracistes avec la rappeuse Casey et l'actrice Béatrice Dalle et la participation du groupe Zëro.

Virginie Despentes a également chanté avec son groupe Skywalker un titre inclus dans la compilation Créatures des Abysses, sous le label Wild Palm.

## Récompenses

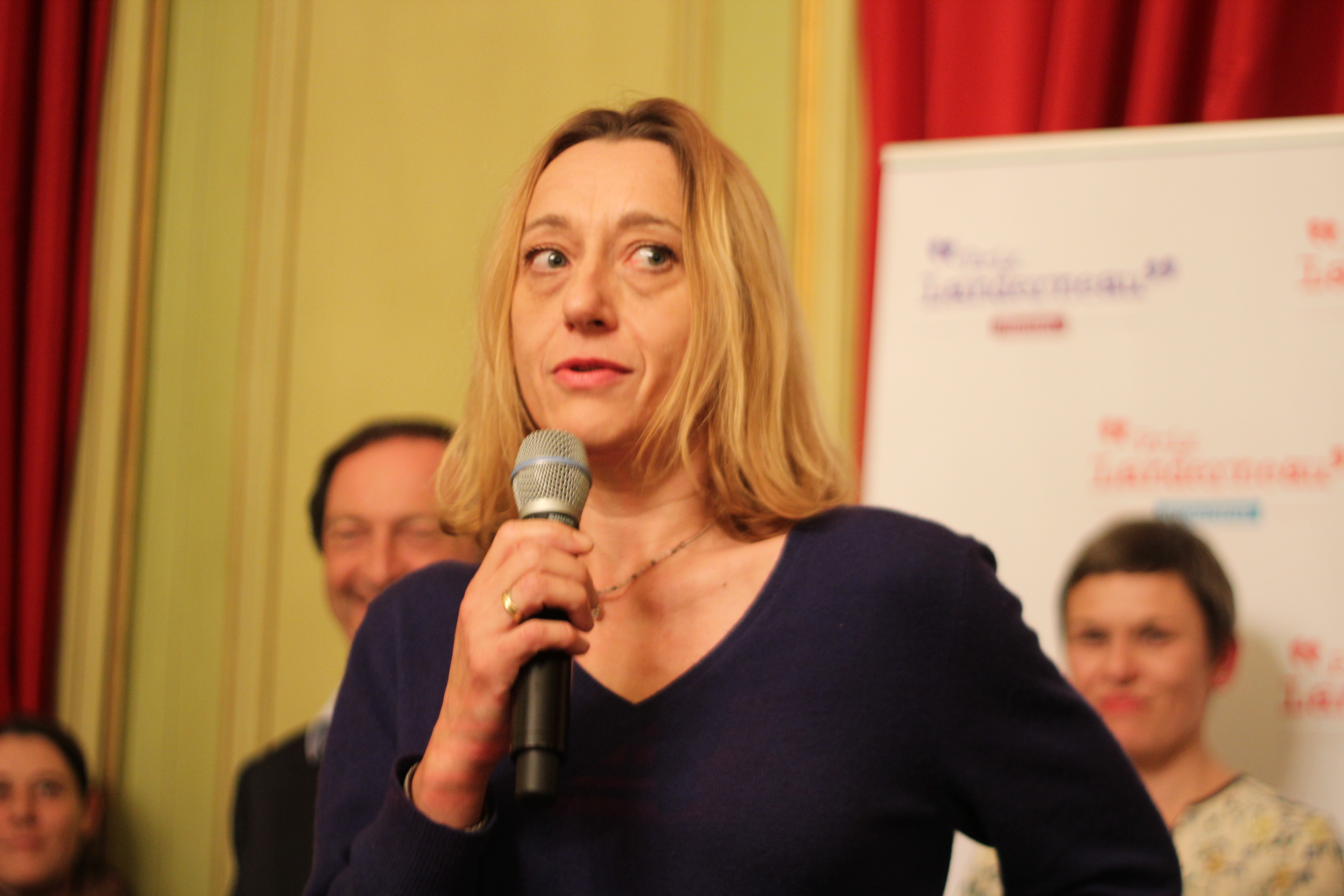
Lors de la remise du prix Landerneau en 2015 à Landerneau.

- Prix de Flore 1998 pour Les Jolies Choses
- Prix Saint-Valentin 1999 pour Les Jolies Choses
- Prix Trop Virilo 2010 pour Apocalypse Bébé
- Prix Renaudot 2010 pour Apocalypse Bébé
- Prix Anaïs-Nin 2015 pour Vernon Subutex, 1
- Prix Landerneau 2015 pour Vernon Subutex, 1
- Prix La Coupole 2015 pour Vernon Subutex, 1
- Prix Roman-News 2015 pour Vernon Subutex, 1
- Prix de la ville de Deauville 2016 pour Vernon Subutex
- Prix de la BnF 2019 pour l'ensemble de son œuvre[48]

## Participations comme jurée
- Jurée du prix Femina en 2015[120]
- Membre de l'académie Goncourt du 5 janvier 2016 au 6 janvier 2020
- Jurée dans l'épisode 7 de la saison 2 de Drag Race France

### Notices
- Ressources relatives à l'audiovisuel :   - AllMovie
  - Allociné
  - César du cinéma
  - Ciné-Ressources
  - Film-documentaire.fr
  - Filmweb.pl
  - IMDb
  - Unifrance
- Ressources relatives à la musique :   - Discogs
  - MusicBrainz
- Ressource relative au spectacle :   - Les Archives du spectacle
- Ressource relative à plusieurs domaines :   - Radio France
- Ressource relative à la bande dessinée :   - BD Gest'
- Ressource relative à la littérature :   - NooSFere
- Notices dans des dictionnaires ou encyclopédies généralistes :   - Brockhaus
  - Deutsche Biographie
  - Dictionnaire universel des créatrices
  - Munzinger
  - Store norske leksikon
- Notices d'autorité :   - VIAF
  - ISNI
  - BnF (données)
  - IdRef
  - LCCN
  - GND
  - Italie
  - Japon
  - CiNii
  - Espagne
  - Belgique
  - Pays-Bas
  - Pologne
  - Israël
  - NUKAT
  - Catalogne
  - Suède
  - Norvège
  - WorldCat